# Gevlekte wormhagedis
De gevlekte wormhagedis (Amphisbaena fuliginosa) is een wormhagedis uit de familie wormhagedissen sensu stricto (Amphisbaenidae).

## Naam en indeling
De wetenschappelijke naam van de soort werd voor het eerst voorgesteld door Carl Linnaeus in 1758. Later werd de wetenschappelijke naam Amphisbaena vulgaris gebruikt.
De soortaanduiding fuliginosa betekent vrij vertaald 'roetachtig'.

### Ondersoorten
Het geslacht omvat de volgende soorten die onderstaand zijn weergegeven, met de auteur en het verspreidingsgebied.
| Naam                              | Auteur          | Verspreidingsgebied                                      |
| --------------------------------- | --------------- | -------------------------------------------------------- |
| Amphisbaena fuliginosa fuliginosa | Linnaeus, 1758  | Overige delen van het verspreidingsgebied.               |
| Amphisbaena fuliginosa amazonica  | Vanzolini, 1951 | Brazilië, Colombia                                       |
| Amphisbaena fuliginosa bassleri   | Vanzolini, 1951 | Peru, Ecuador, Bolivia, Argentinië                       |
| Amphisbaena fuliginosa varia      | Laurenti, 1768  | Panama, Colombia, Ecuador, Venezuela, Trinidad, Brazilië |
| Amphisbaena fuliginosa wiedi      | Vanzolini, 1951 | Brazilië                                                 |

## Uiterlijke kenmerken
Dit dier heeft een zwart-wit gevlekt, bolrond lichaam met een witte kop en een korte staart. De lichaamslengte bedraagt dertig tot 45 centimeter.

## Leefwijze
Het voedsel van deze gravende hagedis bestaat voornamelijk uit insecten en kleine gewervelden. Zijn leven speelt zich voornamelijk ondergronds af in zijn gangenstelsels. ’s Nachts waagt het dier zich weleens aan de oppervlakte. Op zijn lichaam bevinden zich ringen van schubben, waardoor hij zijn lichaam kan samentrekken als een harmonica. Als hij aangevallen wordt, kan hij een deel van zijn staart afwerpen, die echter niet meer aangroeit.

## Verspreiding en habitat

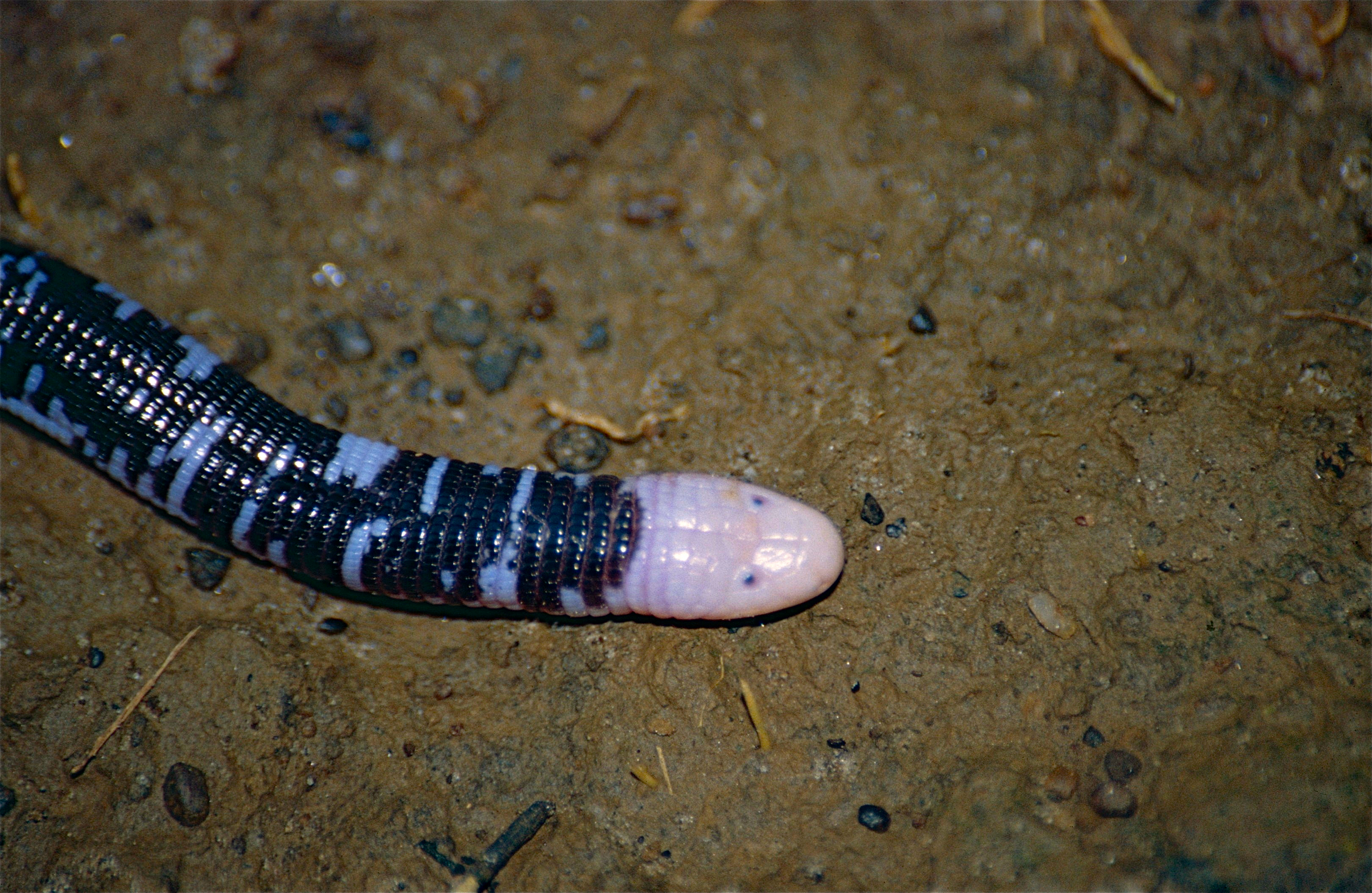
Detail van de voorzijde.

Deze soort komt voor in delen van het noorden van Zuid-Amerika en leeft in de landen Argentinië, Bolivia, Brazilië, Colombia, Ecuador, Frans-Guyana, Guyana, Panama, Peru, Suriname, Trinidad en Venezuela.
De habitat bestaat uit vochtige tropische en subtropische laaglandbossen en zowel drogere als vochtige savannen. De soort is aangetroffen van zeeniveau tot op een hoogte van ongeveer 850 meter boven zeeniveau.

## Beschermingsstatus
Door de internationale natuurbeschermingsorganisatie IUCN is de beschermingsstatus 'veilig' toegewezen (Least Concern of LC).